# La grande rapina
La grande rapina (Robbery Under Arms) è un film del 1957 diretto da Jack Lee.